# Creeping Slope
Creeping Slope (englisch; polnisch Pełznący Stok ‚Kriechender Hang‘) ist ein von Gelifluktionen bedeckter Berghang auf King George Island im Archipel der Südlichen Shetlandinseln. Er liegt oberhalb der Sentry Cove.
Polnische Wissenschaftler benannten ihn 1980 deskriptiv.